# Venancio Benavides
Hacia 1811 Venancio Benavides era cabo de milicias de la guarnición de Santo Domingo Soriano (conocida como Villa Soriano en la actualidad), siendo nativo del lugar. El 28 de febrero, junto a Pedro José Viera, ante la inminencia del pasaje de José Gervasio Artigas a filas de la Revolución de Mayo reúnen a un grupo de hombres sobre las costas del arroyo Asencio, proclamando su adhesión a las Juntas de Asunción y Buenos Aires. Al día siguiente capturan Mercedes y Santo Domingo Soriano. En la historia uruguaya quedó el nombre de Grito de Asencio para conmemorar los hechos del 28 de febrero de 1811. 
La participación de Benavides en la primera etapa de la revolución oriental es trascendente, siendo el jefe de las tropas que en forma sucesiva capturan las poblaciones de El Colla, actual Rosario, el 20 de abril, San José, el 25 de abril, y el 26 de mayo sitia la Colonia del Sacramento que cae a primeros de junio de 1811, retirándose los defensores realistas a Montevideo.
Tiempo después, junto a sus hermanos Manuel y Don Juan Benavides, se incorporó al ejército del norte. Obtuvo el cargo de capitán con grado de teniente coronel, dirigiendo una compañía también de orientales, siendo sus hermanos teniente y alférez de la misma. Don Juan queda enfermo en Tucumán a su paso con la compañía que conformaba, de modo que solo fueron conocidos los dos hermanos mayores. Por resentimientos personales con el jefe de su cuerpo, Venancio se pasó al ejército realista, y muy luego le siguió Manuel. 
En la batalla de Salta se encontraban ambos hermanos en el interior de la ciudad, atrincherados y hostigados en la plaza mayor por las tropas revolucionarias. Al ver una moral muy baja, Venancio insta a los demás a una defensa desesperada y, como nadie o muy pocos siguieron su ejemplo, se colocó ex profeso en medio de una calle donde el fuego era muy vivo; una bala le atravesó la cabeza, lo tendió en tierra dejando sin vida su gigantesca figura. Su hermano Manuel no quiso seguir su ejemplo y esperó a que las tropas revolucionarias tomaran la plaza para entregarse resignadamente. Manuel Belgrano, que conocía a los Benavides y sabía sus primeras patrióticas hazañas, lo trato muy bien, lo dejó en libertad y le dio recursos para que se trasladase a su país de origen.